# Guvernul Republicii Moldova
Guvernul Republicii Moldova asigură, conform Constituției, realizarea politicii interne și externe a statului și exercită conducerea generală a administrației publice. Guvernul se organizează și funcționează în conformitate cu prevederile constituționale, având la bază un program de guvernare acceptat de Parlamentul Republicii Moldova. Acesta este alcătuit dintr-un lider numit prim-ministru, viceprim-miniștri, miniștri și alți membri stabiliți prin lege organică.
Guvernul asigură realizarea politicii interne și externe a statului, exercită conducerea generală a administrației publice și este responsabil în fața Parlamentului.

## Descriere scurtă
Guvernul este alcătuit din Prim-ministru, prim-viceprim-ministru, viceprim-miniștri, miniștri și alți membri stabiliți prin lege organică. Membri ai Guvernului pot fi numai persoanele care dețin cetățenia Republicii Moldova și au domiciliul în Republica Moldova.
Președintele Republicii Moldova, după consultarea fracțiunilor parlamentare, desemnează un candidat pentru funcția de prim-ministru. Candidatul pentru funcția de prim-ministru, în termen de 15 zile de la desemnare, cere votul de încredere al parlamentului asupra programului de activitate și a întregii liste a Guvernului. Președintele Republicii Moldova, în baza votului de încredere acordat de parlament, numește guvernul. În termen de trei zile de la data numirii guvernului, prim-ministrul, viceprim-miniștrii, miniștrii și ceilalți membri ai Guvernului depun individual, în fața Președintelui Republicii Moldova, jurământul al cărui text este prevăzut la art.79 alin.(2) din Constituție. În caz de remaniere guvernamentală sau de vacanță a postului Președintele Republicii Moldova revocă și numește, la  propunerea Prim-ministrului, pe unii membri ai Guvernului. Guvernul își exercită mandatul din ziua depunerii jurământului de către membrii lui în fața Președintelui Republicii Moldova și pînă la validarea alegerilor pentru un nou Parlament.
Guvernul este responsabil în fața Parlamentului pentru activitatea sa și cel puțin o dată pe an, ține în fața Parlamentului o dare de seamă despre activitatea sa. Membrii guvernului sunt obligați să răspundă la întrebările formulate de deputați referitor la activitatea Guvernului și a organelor din subordinea lui în modul stabilit. Guvernul examinează deciziile comisiilor Parlamentului vizând activitatea Guvernului și a organelor din subordinea lui, comunică comisiilor rezultatele examinării deciziilor sau măsurile luate pe marginea lor.
Ședințele Guvernului se desfășoară după caz, dar nu mai rar decât o dată pe trimestru. Ordinea de zi a ședințelor Guvernului se aprobă de acesta la propunerea Prezidiului Guvernului.

## Prezidiul Guvernului
Pentru coordonarea activității interne a Guvernului și în scopul aprobării proiectului ordinii de zi a ședințelor Guvernului, se formează Prezidiul Guvernului din care fac parte prim-ministrul și viceprim-miniștrii. Ședința Prezidiului Guvernului se convoacă de Prim-ministru și se consideră deliberativă dacă la ea participă toți membrii Prezidiului. În cazul absenței unui viceprim-ministru, acesta va delega pentru participare la ședință cu drepturi depline un alt membru al Guvernului. Deciziile în cadrul Prezidiului Guvernului se adoptă prin consens.

## Demisia
Guvernul (in corpore), dar și fiecare membru al guvernului, are dreptul să demisioneze din propria inițiativă. Demisionarea prim-ministrului conduce la demisionarea guvernului în componență deplină. Cererea de demisie a prim-ministrului și a întregii componențe a guvernului se prezintă Parlamentului, care se pronunță asupra ei. Cererile de demisie a unor membri ai Guvernului se prezintă Prim-ministrului și se aduc la cunoștința Președintelui Republicii Moldova.
Guvernul își dă demisia în cazul în care:
1. Parlamentul și-a exprimat neîncrederea în Guvern conform art.106 și 1061 din Constituție;
2. Prim-ministrul a demisionat sau a decedat;
3. A fost ales un nou Parlament (la prima lui ședință).

Exprimarea votului de neîncredere Guvernului
Parlamentul, la propunerea a cel puțin o pătrime din deputați, poate exprima vot de neîncredere Guvernului.
Exprimarea neîncrederii Guvernului se hotărăște cu votul majorității deputaților.

## Atribuțiile Guvernului în exercițiu (demisionar)
În cazul exprimării votului de neîncredere de către Parlament, în cazul demisiei Primului-ministru sau în cazul alegerii unui nou Parlament, Guvernul în exercițiu (demisionar) îndeplinește numai funcțiile de administrare a treburilor publice până la depunerea jurământului de către membrii noului Guvern.
În perioada în care este demisionar, Guvernul este limitat numai în dreptul său de asigurare a realizării politicii externe și de inițiativă legislativă în domenii ce implică elaborarea și aprobarea unor noi programe de activitate.
Principalele atribuții ale Guvernului în exercițiu (demisionar):
1. asigură transpunerea în viață a legilor, indiferent de domeniul reglementat de acestea;
2. exercită funcția de conducere generală și control asupra activității organelor centrale de specialitate;
3. realizează programele de dezvoltare economică și socială a țării;
4. asigură securitatea statului și a cetățenilor lui, îndeplinind funcții de administrare a treburilor publice;
5. întreprinde orice activitate de conducere și gospodărire în chestiuni ce privesc întreaga societate.

În vederea realizării atribuțiilor stabilite, Guvernul:
1. aprobă hotărâri și dispoziții în vederea executării legilor;
2. avizează inițiativele legislative;
3. elaborează și prezintă spre aprobare Parlamentului proiectul legii bugetului de stat, propune Parlamentului inițiative legislative pentru:
4. realizarea obligațiilor ce rezultă din conținutul legilor și dispozițiilor finale ale acestora în limita stabilită de cadrul legislativ primar;
5. asigurarea securității interne și externe a statului, menținerea stării de legalitate, a stabilității sociale, economice, financiare și politice și pentru evitarea efectelor fenomenelor naturale și ale factorilor imprevizibili care prezintă pericol public;
6. poate semna acorduri internaționale, atunci cînd semnarea acestora este necesară pentru executarea legilor adoptate de Parlamentul Republicii Moldova și/sau acestea sînt necesare pentru asigurarea securității interne și externe a statului, menținerea stării de legalitate, a stabilității sociale, economice, financiare, politice și pentru evitarea efectelor fenomenelor naturale și ale factorilor imprevizibili care prezintă pericol public;
7. emite acte cu caracter individual privind efectuarea remanierilor de cadre.[4]

## Ministere
Guvernul are în subordine următoarele 14 ministere:
- Ministerul Afacerilor Externe
- Ministerul Afacerilor Interne
- Ministerul Agriculturii și Industriei Alimentare
- Ministerul Apărării
- Ministerul Culturii
- Ministerul Dezvoltării Economice și Digitalizării
- Ministerul Educației și Cercetării
- Ministerul Energiei
- Ministerul Finanțelor
- Ministerul Infrastructurii și Dezvoltării Regionale
- Ministerul Justiției
- Ministerul Mediului
- Ministerul Muncii și Protecției Sociale
- Ministerul Sănătății

## Guvernele Republicii Moldova
| Guvern                         | În funcție din     | Până la            |
| ------------------------------ | ------------------ | ------------------ |
| Guvernul Valeriu Muravschi     | 28 mai 1991        | 1 iulie 1992       |
| Guvernul Andrei Sangheli (1)   | 1 iulie 1992       | 5 aprilie 1994     |
| Guvernul Andrei Sangheli (2)   | 5 aprilie 1994     | 24 ianuarie 1997   |
| Guvernul Ion Ciubuc (1)        | 24 ianuarie 1997   | 22 mai 1998        |
| Guvernul Ion Ciubuc (2)        | 22 mai 1998        | 12 martie 1999     |
| Guvernul Ion Sturza            | 12 martie 1999     | 21 decembrie 1999  |
| Guvernul Dumitru Braghiș       | 21 decembrie 1999  | 19 aprilie 2001    |
| Guvernul Vasile Tarlev (1)     | 19 aprilie 2001    | 19 aprilie 2005    |
| Guvernul Vasile Tarlev (2)     | 19 aprilie 2005    | 31 martie 2008     |
| Guvernul Zinaida Greceanîi (1) | 31 martie 2008     | 10 iunie 2009      |
| Guvernul Zinaida Greceanîi (2) | 10 iunie 2009      | 25 septembrie 2009 |
| Guvernul Vlad Filat (1)        | 25 septembrie 2009 | 14 ianuarie 2011   |
| Guvernul Vlad Filat (2)        | 14 ianuarie 2011   | 30 mai 2013        |
| Guvernul Iurie Leancă          | 30 mai 2013        | 18 februarie 2015  |
| Guvernul Chiril Gaburici       | 18 februarie 2015  | 30 iulie 2015      |
| Guvernul Valeriu Streleț       | 30 iulie 2015      | 20 ianuarie 2016   |
| Guvernul Pavel Filip           | 20 ianuarie 2016   | 8 iunie 2019       |
| Guvernul Maia Sandu            | 8 iunie 2019       | 14 noiembrie 2019  |
| Guvernul Ion Chicu             | 14 noiembrie 2019  | 6 august 2021      |
| Guvernul Natalia Gavrilița     | 6 august 2021      | 16 februarie 2023  |
| Guvernul Dorin Recean          | 16 februarie 2023  | prezent            |

## Tabel cronologic al prim-miniștrilor Republicii Moldova după 1991
Această cronologie conține toți prim-miniștrii (fie în puteri depline, fie interimari) care au activat în perioada postsovietică.

## Componența Guvernului
| Funcția membrului Guvernului                         | Numele                   | Portret | În funcție din     | Până la            |
| ---------------------------------------------------- | ------------------------ | ------- | ------------------ | ------------------ |
| Prim-ministru                                        | Dorin Recean             |         | 16 februarie 2023  |                    |
| Viceprim-ministru                                    | Nicu Popescu             |         | 6 august 2021      | 29 ianuarie 2024   |
| Viceprim-ministru                                    | Mihai Popșoi             |         | 29 ianuarie 2024   |                    |
| Viceprim-ministru                                    | Dumitru Alaiba           |         | 16 februarie 2023  | 14 martie 2025     |
| Viceprim-ministru                                    | Doina Nistor             |         | 14 martie 2025     |                    |
| Viceprim-ministru                                    | Vladimir Bolea           |         | 16 februarie 2023  |                    |
| Viceprim-ministru pentru Integrare Europeană         | Cristina Gherasimov      |         | 5 februarie 2024   |                    |
| Viceprim-ministru pentru Reintegrare                 | Oleg Serebrian           |         | 19 ianuarie 2022   |                    |
| Ministru al Afacerilor Externe                       | Nicu Popescu             |         | 6 august 2021      | 29 ianuarie 2024   |
| Ministru al Afacerilor Externe                       | Mihai Popșoi             |         | 29 ianuarie 2024   |                    |
| Ministru al Afacerilor Interne                       | Ana Revenco              |         | 6 august 2021      | 14 iulie 2023      |
| Ministru al Afacerilor Interne                       | Adrian Efros             |         | 17 iulie 2023      | 19 noiembrie 2024  |
| Ministru al Afacerilor Interne                       | Daniella Misail-Nichitin |         | 19 noiembrie 2024  |                    |
| Ministru al Agriculturii și Industriei Alimentare    | Vladimir Bolea           |         | 8 iulie 2022       | 19 noiembrie 2024  |
| Ministru al Agriculturii și Industriei Alimentare    | Ludmila Catlabuga        |         | 19 noiembrie 2024  |                    |
| Ministru al Apărării                                 | Anatolie Nosatîi         |         | 6 august 2021      |                    |
| Ministru al Culturii                                 | Sergiu Prodan            |         | 6 august 2021      |                    |
| Ministru al Dezvoltării Economice și Digitalizării   | Dumitru Alaiba           |         | 16 noiembrie 2022  | 14 martie 2025     |
| Ministru al Dezvoltării Economice și Digitalizării   | Doina Nistor             |         | 14 martie 2025     |                    |
| Ministru al Educației și Cercetării                  | Anatolie Topală          |         | 6 august 2021      | 14 iulie 2023      |
| Ministru al Educației și Cercetării                  | Dan Perciun              |         | 17 iulie 2023      |                    |
| Ministru al Energiei                                 | Victor Parlicov          |         | 16 februarie 2023  | 5 decembrie 2024   |
| Ministru al Energiei                                 | Dorin Recean             |         | 5 decembrie 2024   | 19 februarie 2025  |
| Ministru al Energiei                                 | Dorin Junghietu          |         | 19 februarie 2025  |                    |
| Ministru al Finanțelor                               | Veronica Sirețeanu       |         | 16 februarie       | 27 septembrie 2023 |
| Ministru al Finanțelor                               | Petru Rotaru             |         | 28 septembrie 2023 | 31 iulie 2024      |
| Ministru al Finanțelor                               | Victoria Belous          |         | 31 iulie 2024      |                    |
| Ministru al Infrastructurii și Dezvoltării Regionale | Lilia Dabija             |         | 16 februarie 2023  | 14 iulie 2023      |
| Ministru al Infrastructurii și Dezvoltării Regionale | Andrei Spînu             |         | 17 iulie 2023      | 11 noiembrie 2024  |
| Ministru al Infrastructurii și Dezvoltării Regionale | Vladimir Bolea           |         | 19 noiembrie 2024  |                    |
| Ministru al Justiției                                | Veronica Mihailov-Moraru |         | 16 februarie 2023  |                    |
| Ministru al Mediului                                 | Rodica Iordanov          |         | 16 noiembrie 2022  | 13 martie 2024     |
| Ministru al Mediului                                 | Sergiu Lazarencu         |         | 14 martie 2024     |                    |
| Ministru al Muncii și Protecției Sociale             | Alexei Buzu              |         | 9 ianuarie 2023    |                    |
| Ministru al Sănătății                                | Ala Nemerenco            |         | 6 august 2021      |                    |
| Guvernator (Bașcan) al UTA Găgăuzia                  | Irina Vlah               |         | 15 aprilie 2015    | 19 iulie 2023      |
| Guvernator (Bașcan) al UTA Găgăuzia                  | Evghenia Guțul           |         | 19 iulie 2023      |                    |

## Alte autorități administrative centrale
- Biroul Național de Statistică
- Agenția Relații Funciare și Cadastru
- Biroul Relații Interetnice
- Agenția „Moldsilva”
- Agenția Rezerve Materiale
- Agenția Turismului
- Centrul Național Anticorupție

## Cancelaria de Stat
Asigurarea organizării activității Guvernului, stabilirea cadrului general pentru definirea priorităților Guvernului, asigurarea suportului metodologic și organizatoric pentru sistemul de planificare, elaborare și implementare a politicilor publice la nivelul ministerelor și al altor autorități administrative centrale, monitorizarea implementării Programului de guvernare, prezentarea materialelor analitice și informaționale, pregătirea proiectelor de hotărâri, ordonanțe și dispoziții, precum și verificarea executării hotărârilor, ordonanțelor și dispozițiilor revin Cancelariei de Stat.
În cadrul Cancelariei de Stat activează Corpul de control al Prim-ministrului, care efectuează controlul privind îndeplinirea de către administrația publică centrală de specialitate a atribuțiilor prevăzute de cadrul normativ și a sarcinilor stabilite în actele Guvernului, în Programul de activitate al acestuia și în alte documente de politici publice.
Cancelaria de Stat își desfășoară activitatea în baza regulamentului aprobat de Guvern.
Structura, statul de personal și asigurarea social-materială a funcționarilor Cancelariei de Stat se stabilesc de Guvern în baza principiului oportunității, iar condițiile de retribuire a muncii – în conformitate cu prevederile legale în domeniu.
Finanțarea cheltuielilor de întreținere a Cancelariei de Stat se efectuează în limita mijloacelor bugetare aprobate de Parlament pentru Guvern.

## Vezi și
- Sovietul de miniștri al RSS Moldovenești – organul executiv anterior respectivului.